# Patrie (film, 1946)
Pour les articles homonymes, voir Patrie (homonymie).
Pour plus de détails, voir Fiche technique et Distribution.
Patrie est un film français réalisé par Louis Daquin et sorti en 1946.

## Synopsis
Au XVIe siècle, le peuple flamand lutte contre l'occupant espagnol, lutte symbolisée par le combat du comte de Rysoor contre le duc d'Albe. Il y a un autre combat que Rysoor voudrait bien mener, se débarrasser de l'amant de sa femme. L'ennui c'est que ce rival amoureux n'est autre que Karloo Van der Not, son propre lieutenant. Donnant la primauté à la lutte politique contre Guillaume d'Orange et guerrière contre son cruel représentant le Duc d'Albe, le comte remet le règlement de cette affaire privée à plus tard.

## Fiche technique
- Titre original : Patrie
- Réalisation : Louis Daquin
- Assistante réalisateur : Renée Pernette
- Script-girl : Jeanne Witta
- Scénario : Victorien Sardou d'après sa pièce
- Adaptation : Charles Spaak et Louis Daquin
- Dialogues : Pierre Bost
- Décors : René Moulaert
- Costumes : Georges Annenkov
- Photographie : Nicolas Hayer et Roger Corbeau
- Prises de vue : André Bac
- Son : Lucien Legrand
- Enregistré aux Laboratoires Éclair d'Épinay-sur-Seine
- Licence sonore Tobis-Klangfilm
- Montage : Suzanne de Troeye
- Musique : Jean Wiener
- Carillons enregistrés à Malines par le maître carillonneur Staf Nees
- Production : Pierre O'Connel et Arys Nissotti
- Société de production : Filmsonor
- Société de distribution : Régina distribution
- Pays d'origine :  France
- Format : Noir et blanc - 35 mm - 1,37:1 sphérical - Son Mono
- Genre : Drame
- Durée : 95 minutes[1]
- Date de sortie : France - 23 octobre 1946

## Distribution
- Pierre Blanchar : le comte de Rysoor
- Maria Mauban : Elisabeth de Rysoor, sa femme
- Jean Desailly : Karloo Van der Not, le lieutenant du comte
- Lucien Nat : le duc d'Albe, le chef des Espagnos
- Pierre Asso : le moine Pablo
- Antonin Baryel
- Julien Bertheau : le prince Guillaume d'Orange
- Jean-Marie Boyer : l'apprenti
- Guy Decomble : un échevin
- Jacqueline Duc : la mariée
- Annie Ducaux non créditée au générique
- Pierre Dux : Jonas
- Max Elloy
- Jacques Emmanuel
- Louis Florencie : un échevin
- Jean Giltène
- Julien Lacroix
- Léon Larive : un échevin
- Pierre Lecoq
- Marie Leduc : Rafaële (Doña Rafaela)
- Palmyre Levasseur une invitée de la noce
- Marcel Lupovici : Del Rio
- Marcel Magnat
- Nathalie Nattier : la camériste
- Jean Négroni : un officier espagnol
- Mireille Perrey : Catherine
- Fernand René : un échevin
- Pierre de Rigoult
- Maurice Schutz
- Louis Seigner :le père Vargas
- Gérard Séty
- François Viguier
- Nicolas Vogel

## Distinctions
Le film a été présenté en sélection officielle en compétition au Festival de Cannes 1946.